# GObject
GObject (skrót od GLib Object System) – biblioteka programistyczna przeznaczona dla języka C, rozpowszechniana na zasadach licencji LGPL. Wchodzi w skład biblioteki GLib i podobnie jak ona jest dostępna na wielu platformach. Istnieje również możliwość używania tej biblioteki z poziomu innych języków niż C.
Biblioteka GObject dostarcza implementację systemu obiektowego dla języka C.
Biblioteka GTK+ została oparta na GObject.